# Ряжский, Георгий Георгиевич
Георгий Георгиевич Ряжский (Егор Егорович; 31 января (12 февраля) 1895 — 20 октября 1952) — советский живописец, педагог, профессор. Секретарь Президиума Академии Художеств СССР с 1949 по 1952 год.
Академик АХ СССР (1949; член-корреспондент с 1947). Заслуженный деятель искусств РСФСР (1944).

## Биография

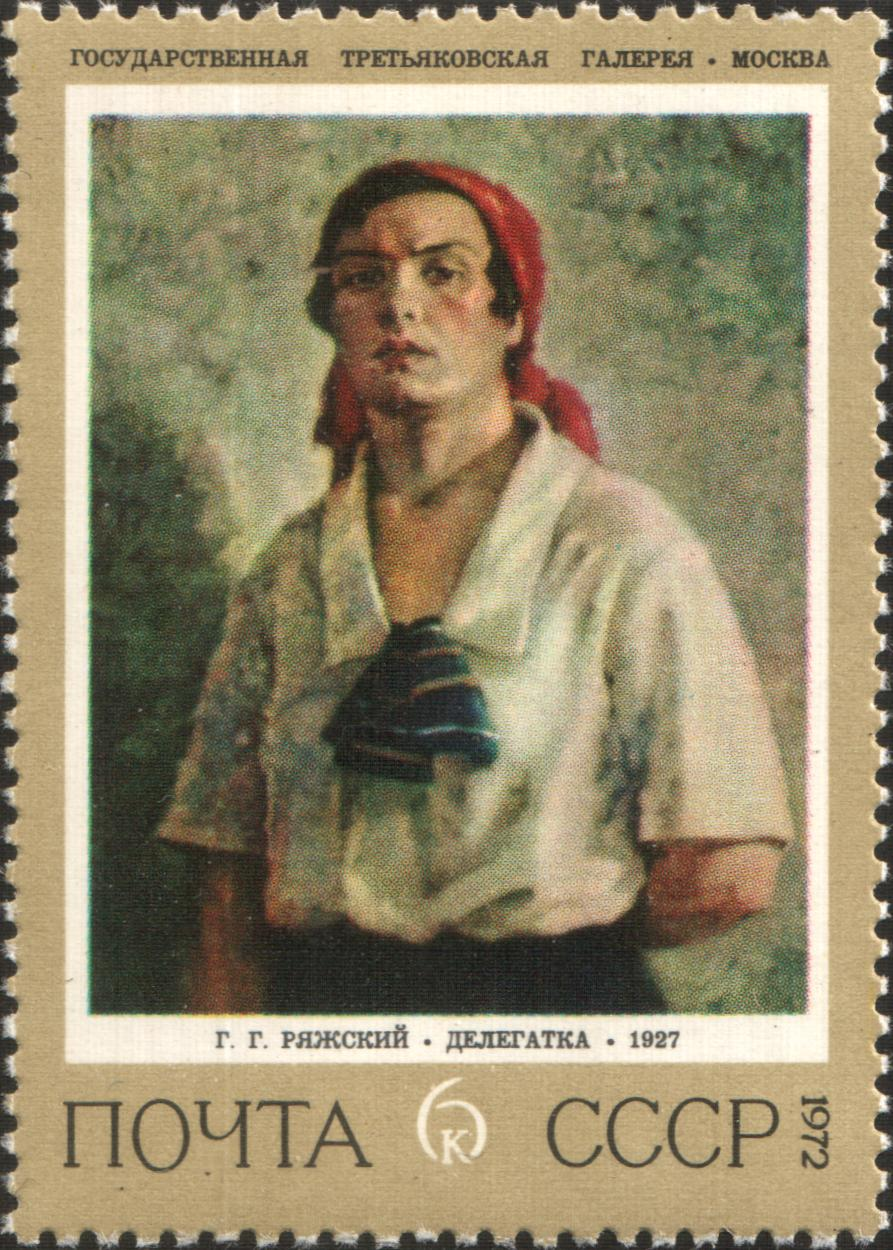
Картина "Делегатка" (1927) ГТГ. Почтовая марка СССР, 1972 год

Родился 31 января (12 февраля) 1895 года в селе Игнатьево Серпуховского уезда Московской губернии. В 1910—1915 годах обучался в рисовальных классах Пречистенских вечерних курсов у Н. Н. Комаровского; в студии М. В. Леблана, Р. А. Бакланова, М. М. Северова, брал уроки в мастерской Анны Голубкиной (1917).
В 1917 г. женился на поэтессе  Надежде Павлович.  Развод в 1922 году .
В 1918—1920 годах учился в Государственных свободных художественных мастерских — Вхутемасе — у Казимира Малевича. 
В 1919—1920 годах работал в Самаре в политотделах Красной армии и местного Пролеткульта, где встретился с художниками Самуилом Адливанкиным, Александрм Глускиным и Михаилом Перуцким — в 1921 году, в Москве, они организовали группу «НОЖ» и в 1922 году провели выставку, ставшую заметным событием в художественной жизни столицы.
Преподавал на заочных курсах рисования. 
В 1924 году вступил в Ассоциации художников революционной России и вскоре стал одним из ведущих художников АХХРа. 
1928—1929 годы провёл в Италии и Германии, где изучал классическое и современное западноевропейское искусство.
с 1929 по 1931 год — преподавал во Вхутеине, работал в Училище памяти 1905 года, с 1934 года — в Московском художественном институте им. В. И. Сурикова.
С  1940 года — профессор. Заслуженный деятель искусств РСФСР (1944). Действительный член Академии художеств СССР (1949).
Скончался 20 октября 1952 года. Похоронен на Введенском кладбище (2 уч.).

## Творчество
Писал в основном женские портреты. Произведения Г. Г. Ряжского хранятся в Государственной Третьяковской галерее, Государственном Русском музее, Киевском музее русского искусства, Красноярском государственном художественном музее им. В. И. Сурикова, Ростовском музее изобразительных искусств, собраниях других крупных музеев России.
Работы: «Рабфаковка» (1926), «Делегатка» (1927), «Председательница» (1928), «Колхозница-бригадир» (1932) — все — Государственная Третьяковская галерея. В 1937 году работы Г. Г. Ряжского «Делегатка» и «Председательница» были удостоены большой золотой медали на Международной выставке в Париже.